# هتل ایلوس
هتل ایلوس {{فنلاندی|Hotel Ilves) یک هتل در فنلاند است که در تامپره واقع شده‌است.